# Franklin de Oliveira
José Ribamar Franklin de Oliveira (São Luís, 12 de março de 1916 — Rio de Janeiro, 6 de junho de 2000), mais conhecido como Franklin de Oliveira, foi um jornalista e crítico literário brasileiro. É o fundador da cadeira nº 38 da Academia Maranhense de Letras.

## Biografia
Começou a carreira de jornalista aos 16 anos, no Diário da Tarde, e em 1938 já estava no diário A Notícia, do Rio de Janeiro. Na década de 1930 trabalhou na revista Pif-Paf e, em 1944, foi para O Cruzeiro, onde tornou célebre sua coluna "Sete Dias", que escreveu por 12 anos.
Em 1956, tornou-se editorialista e crítico do Correio da Manhã. Quatro anos depois, mudou-se para Porto Alegre, onde, no governo de Leonel Brizola, foi secretário-geral do Conselho de Desenvolvimento Econômico do Rio Grande do Sul e delegado desse estado no Banco de Desenvolvimento Regional do Extremo Sul. Exerceu cargos importantes na Petrobrás até que o governo militar instalado em 1964 cassou seus direitos políticos com base no AI-1.
De volta ao jornalismo, foi redator no O Globo e, na década de 1970, passou a colaborar com a Folha de S.Paulo, assinando artigos políticos.
Em 1983, recebeu o prêmio Machado de Assis, da Academia Brasileira de Letras, pelo conjunto da obra, quatro anos depois de conquistar o prêmio Golfinho de Ouro de Literatura do Museu da Imagem e do Som, do Rio de Janeiro. Era membro da Academia Maranhense de Letras.

## Obra
- Ad Imortalitatem (1935)
- Sete dias (1948)
- A fantasia exata (1959)
- Rio Grande do Sul, um novo Nordeste (1962)
- Revolução e contra-revolução no Brasil (1963)
- Viola d’amore (1965)
- Morte da memória nacional (1967)
- A tragédia da renovação brasileira (1971)
- Literatura e civilização (1978)
- Euclides: a espada e a letra (1983)
- A dança das letras (antologia crítica, 1991)
- A Semana da Arte Moderna na contramão da história e outros ensaios (1993)